# Зверобойные
Зверобойные, или Зверобоевые (лат. Hypericaceae) — семейство двудольных растений порядка Мальпигиецветные, включающее по современной классификации 6 родов и 628 видов.

## Ботаническое описание
Тропические виды — большей частью кустарники и деревья; большинство же других видов — многолетние травы.
Листья супротивные или кольчато-расположенные, простые, обыкновенно цельнокрайные, перисто-нервные и у многих представителей семейства испещрённые просвечивающими маслянистыми желёзками.
Цветки правильные, обоеполые, с верхней завязью, 5 свободных чашелистиков, 5 свободных лепестков, тычинки собраны в 3 или 5 пучков, соответствующих каждый одной тычинке, распавшейся на несколько; гинецей состоит из 3 или 5 частей, сросшихся завязями; столбики остаются по большей части свободными; завязь 1—3—5-гнёздная, с 3—5 стенными семяносцами. Цветки собраны в цимозные соцветия (дихазии или завитки).
Плод — коробочка, вскрывающаяся по перегородкам, или ягода; семя без белка.

## Распространение и экология
В России распространены представители рода Зверобой (Hypericum), включая виды ранее самостоятельного рода Трижелёзник (Triadenum).

## Значение и применение
Практическое применение семейства незначительное: зверобой употребляется в народной медицине для настоек, а высохший сок видов Vismia (из Америки) известен в торговле под именем американского гуммигута.

## Классификация
В некоторых ранних системах классификации Зверобойные рассматриваются как подсемейство семейства Клузиевые.

### Таксономия
Hypericaceae Juss., 1789, Gen. Pl. 254
Семейство Зверобойные относится к порядку Мальпигиецветные (Malpighiales), который последовательно входит в вышестоящие клады Фабиды → Розиды → Суперрозиды → Эвдикоты → Цветковые растения. Таксономическая схема в соответствии с Системой APG IV по состоянию на декабрь 2023 года:
|  |                          |  |                                   |                          |                       |  | еще 35 семейств |         |  |           |
|  |                          |  |                                   |                          |                       |  |                 |         |  |           |
|  |                          |  |                                   | порядок Мальпигиецветные |                       |  |                 |         |  |           |
|  |                          |  |                                   |                          |                       |  |                 |         |  | 628 видов |
|  | клада Цветковые растения |  |                                   |                          | семейство Зверобойные |  |                 | 6 родов |  |           |
|  | клада Цветковые растения |  |                                   |                          |                       |  |                 | 6 родов |  |           |
|  |                          |  | ещё 63 порядка цветковых растений |                          |                       |  |                 |         |  |           |
|  |                          |  |                                   |                          |                       |  |                 |         |  |           |

### Роды
- Cratoxylum Blume
- Eliea Cambess.
- Harungana Lam. — Харонга
- Hypericum L. typus — Зверобой
- Psorospermum Spach — Псороспермум
- Vismia Vand. — Висмия